# Алгуадес, Меир бен-Соломон
Меир бен-Соломон Алгуадес (Meir ben Solomon Alguadez; ум. 1410) — лейб-медик кастильского короля Энрике III и главный раввин Кастилии.

## Биография
Сын некоего Соломона («бен-Соломон»). По уверению Закуто, Алгуадес изучал Талмуд в Толедо, под руководством Иегуды бен-Ашера; также занимался астрономией, философией и медициной, которую впоследствии избрал своей профессией.
«Странствовал из города в город, из страны в страну», но постоянное его местопребывание было при дворе короля Кастилии, где он получил должность придворного врача. В 1385 году стал раввином всех еврейских общин Кастилии (1385). Таким образом, он принадлежал к самым влиятельным людям своего времени.
Когда Павел Бургосский (до крещения именовавшийся Соломон Леви из Бургоса) прислал Алгуадесу сатиру на еврейском языке, где осмеивал праздник Пурим, то Алгуадес ответил ему известным сатирическим посланием Профиата Дурана «א ל תהי באבזתיך‬» («не будь похож на отцов»).
Ходила легенда о мученической смерти Алгуадеса, которую Грец считал достоверным историческим фактом. Якобы Алгуадес подозревался в отравлении дряхлого, долго хворавшего короля Энрике III и в осквернении Св. Даров, в чём будто под пыткой признался, а затем был подвергнут жестокой казни, — но легенда была опровергнута испанскими историками.
Умер в 1410 году. После смерти его жену Батшебу и дочь Луну — в знак благодарности — освободили от всех общинных налогов.

## Труды
Совместно с Бенвенисте ибн-Лаби из Сарагосы он перевёл в 1405 году с латинского на еврейский язык «Никомахову этику» Аристотеля, изданную позже И. Сатановым (Берлин, 1790).
Около 1400 года написал руководство по лечению разных болезней, которое было дополнено его учеником Иосифом и переведено с испанского на еврейский язык историком Иосифом га-Когеном (Генуя, 1546) под заглавием «Мекиц Нирдамим», но оно осталось неизданным.